# Matheus Souza (cineasta)
Matheus Souza é um ator, produtor, diretor e Roteirista brasileiro. Iniciou sua carreira em 2008 com a comédia romântica Apenas o Fim.  Ao decorrer dos anos se destacou no mercado, se tornando conhecido por trabalhos como  Tá Escrito, Galeria Futuro e Onde Está Meu Coração.  .

## Biografia
Matheus Souza, nascido em Brasília em 1988 e atualmente residente no Rio de Janeiro, é um roteirista e diretor multifacetado que atua nos campos do cinema, teatro e TV. Aos 20 anos, conquistou reconhecimento com seu longa-metragem "Apenas o Fim" (2008), que recebeu o prêmio de melhor filme pelo júri popular no Festival do Rio e na Mostra de Cinema de São Paulo. Além disso, Souza também é o responsável pela direção do filme "Ana e Vitória" (2018) e contribuiu como roteirista para produções como "Confissões de Adolescente" (2013) e outros projetos cinematográficos. 

## Filmografia

### Cinema
| Ano  | Título                | Papel         | Notas |
| ---- | --------------------- | ------------- | ----- |
| 2016 | Tamo Junto            | Paulo Ricardo |       |
| 2021 | Me Sinto Bem Com Você | Tom           |       |

## Como roteirista

#### Televisão
| Ano  | Título                | Notas                  |
| ---- | --------------------- | ---------------------- |
| 2010 | Vendemos Cadeiras     | [ 5 ]                  |
| 2021 | Onde Está Meu Coração | Roteirista colaborador |
| 2024 | Amor da Minha Vida    | [ 8 ]                  |

#### Filmes
| Ano  | Título                                                          | Notas  |
| ---- | --------------------------------------------------------------- | ------ |
| 2008 | Apenas o Fim                                                    | [ 9 ]  |
| 2012 | Eu não Faço a Menor Ideia do que Eu tô Fazendo com a Minha Vida | [ 10 ] |
| 2013 | Confissões de Adolescente                                       |        |
| 2016 | Tamo Junto                                                      |        |
| 2018 | Ana e Vitória                                                   | [ 11 ] |
| 2018 | Intimidade Entre Estranhos                                      |        |
| 2021 | Me Sinto Bem Com Você                                           | [ 12 ] |
| 2021 | Galeria Futuro                                                  |        |
| 2022 | Eduardo e Mônica                                                | [ 13 ] |
| 2023 | A Última Festa                                                  | [ 14 ] |
| 2023 | Tá Escrito                                                      | [ 15 ] |
| –    | Alice & Só                                                      |        |

## Como diretor

#### Filmes
| Ano  | Título                                                          | Notas |
| ---- | --------------------------------------------------------------- | ----- |
| 2008 | Apenas o Fim                                                    |       |
| 2012 | Eu não Faço a Menor Ideia do que Eu tô Fazendo com a Minha Vida |       |
| 2016 | Tamo Junto                                                      |       |
| 2018 | Ana e Vitória                                                   |       |
| 2021 | Me Sinto Bem Com Você                                           |       |
| 2023 | A Última Festa                                                  |       |
| 2023 | Tá Escrito                                                      |       |

## Como escritor
| Ano  | Título       | Editora  | Notas  |
| ---- | ------------ | -------- | ------ |
| 2019 | Cinco Júlias | Seguinte | [ 16 ] |